# Liste der Mitglieder der American Academy of Arts and Sciences/2025
Im Jahr 2025 wählte die American Academy of Arts and Sciences 248 Personen zu ihren Mitgliedern. International Honorary Members sind mit (IHM) markiert.

## Neu gewählte Mitglieder
- Gregory D. Abowd
- Stacey Abrams
- Ian Agol
- Anurag Agrawal
- Jonathan R. Alger
- Hashim M. Al-Hashimi
- Lucy Allais
- Nancy T. Ammerman
- José Andrés
- Amy Angert
- Toni C. Antonucci
- Deborah N. Archer
- Scott A. Armstrong
- Lotte Bailyn
- Kavita Bala
- Rodolphe Barrangou
- Carl M. Bender
- Charles H. Bennett
- Peggy Berryhill
- Irene J. Beyerlein
- William Bialek
- Joan Biskupic
- Ned Blackhawk
- Rubén Blades
- Sara Naomi Bleich
- Kenneth A. Bollen
- Christine L. Borgman
- Elizabeth H. Bradley
- David Brakke
- Paul V. Braun
- Christine Brennan
- Donald L. Brenneis
- Harry Brighouse
- H. Jane Brockmann
- Frances Brodsky
- Jane E. Brody
- Camille A. Brown
- Gary Brudvig
- Anne Brunet
- Stephen Buratowski
- Antoinette Burton
- Atul Butte
- Joan Bybee
- Frank Calegari
- Melani Cammett
- Jim Canales
- Noël Carroll
- Marta Catellani (IHM)
- Elliot Chaikof
- Roger Chevalier
- Francis X. Clooney
- Kim Cobb
- Cynthia E. Coburn
- Marco Colonna
- Blanche Wiesen Cook
- Graham Coop
- Anderson Cooper
- Shane Crotty
- Felix Dapare Dakora (IHM)
- Yang Dan
- William A. Darity
- Amanda Datnow
- Kwame Dawes
- Michael Rutledge DeBaun
- Rina Dechter
- Laurence des Cars (IHM)
- Patricia G. Devine
- Jeffrey S. Diamond
- John B. Diamond
- Dennis E. Discher
- Lance Dixon
- David Dunning
- Ava DuVernay
- Aida X. El-Khadra
- Lola Eniola-Adefeso
- Anita Fields
- Karen M. Fischer
- Alan Fletcher
- Robert Michael Franklin
- Howard W. French
- Bart Friedman
- Makoto Fujita (IHM)
- Jennifer Gandhi
- Wendy S. Garrett
- Jeffrey Gibson
- Faye Ginsburg
- Donna K. Ginther
- Danny Glover
- Ann Grodzins Gold
- Bob Goldstein
- Margaret A. Goodell
- Marjorie Harness Goodwin
- Usha Goswami (IHM)
- Ian Gotlib
- Jacquelyn Grant
- Valentina Greco
- Alan D. Grinnell
- James R. Grossman
- Sebastian Günther (IHM)
- Marina Halac
- Katori Hall
- John C. Haltiwanger
- James D. Hamilton
- Randy Hampton
- Patricia E. Harris
- Oona A. Hathaway
- Edith Heard (IHM)
- William Iggiagruk Hensley
- Nouria Hernandez
- Mary Helen Immordino-Yang
- Jenann Ismael
- Chennupati Jagadish (IHM)
- Christine Marie Janis
- Ashish Jha
- Paul C. Johnson
- Richard Johnston (IHM)
- Martha S. Jones
- Elaine R. Jones
- Michael Jones-Correa
- Pieter M. Judson
- Cherie Kagan
- George E. Karniadakis
- Raymond E. Keller
- Catherine Keller
- Laurel M. Kendall
- Fadlo R. Khuri
- Kim Hyesoon (IHM)
- Tomas Kirchhausen
- Anna I. Krylov
- Leslie V. Kurke
- Jennifer Lackey
- Taeku Lee
- Kenny Leon
- Yuval Levin
- Jeffrey B. Lewis
- Kai Li
- Øystein Linnebo (IHM)
- Catherine Lord
- Karen Lozano
- Mark S. Lundstrom
- Kenneth W. Mack
- Christopher Manning
- M. Brian Maple
- Lisa Martin
- Jennifer B. H. Martiny
- Jonathan Christopher Mattingly
- Anne B. McCoy
- Duncan McCue (IHM)
- Gareth McKinley
- Claire Messud
- Greg Miller
- Joan W. Miller
- Nicole Mitchell
- Samir Mitragotri
- Valerie Mizrahi (IHM)
- Liam B. Murphy
- Norman Murray
- Satya Nadella
- Mary Kathryn Nagle
- Mark A. Nordenberg
- Jennifer Nuzzo
- Karen O’Brien
- Kenneth Offit
- Akin Ogundiran
- Samira Omar Asem (IHM)
- Elaine A. Ostrander
- Carol Padden
- Hongkun Park
- Bruce Partridge
- Virginia Pascual
- Diane Paulus
- Charles M. Payne
- Deborah M. Pearsall
- H. Ross Perot
- James Phelan
- Caryl Phillips
- Walter W. Powell
- Laura Pulido
- Nasser Rabbat
- Frederic Rasio
- Sergio Rebelo
- Sarah E. Reisman
- Donald Rio
- Callum Roberts (IHM)
- Gregory H. Robinson
- Daniel B. Rodriguez
- Sophia Rosenfeld
- Edward L. Rubin
- John Rust
- Eduardo Salas
- Mike Savage (IHM)
- Simon Schaffer (IHM)
- Robert Seder
- Paul Segall
- Mark S. Seidenberg
- Vladimir M. Shalaev
- Tracy Denean Sharpley-Whiting
- Kang Shen
- Donna Sheng
- Susan S. Silbey
- Leigh W. Simmons (IHM)
- Carole Simpson
- Peter Singer
- Christopher Skinner
- Janet L. Smith
- Rebecca Solnit
- Doris Sommer
- Dawn Song
- Ajay Kumar Sood (IHM)
- Anne Whiston Spirn
- Philip B. Stark
- Gloria Steinem
- Robert S. Steneck
- Ellen Stofan
- Philipp Strack
- Carola Suárez-Orozco
- Suresh Subramani
- A. G. Sulzberger
- Jonathan V. Sweedler
- Kim TallBear
- Amy Tan
- Sarah Teichmann (IHM)
- David Hurst Thomas
- Francesca Trivellato
- Brian Uzzi
- Salil Vadhan
- Taika Waititi (IHM)
- Johannes Walter
- Alice L. Walton
- Yifang Wang (IHM)
- Della Warrior
- Kevin K. Washburn
- Robin L. Washington
- Yasushi Watanabe (IHM)
- Celeste Watkins-Hayes
- Joan Weinstein
- Michael I. Weinstein
- Susan R. Weiss
- Alexander Wendt
- Isabel Wilkerson
- Lauren K. Williams
- Don Winford
- Catherine Wolfram
- Rachel O. Wong
- Jacqueline Woodson
- Gary Yellen
- James E. Young
- Julián Zugazagoitia